# Télé Kréol
Télé Kréol est une chaîne de télévision locale de l'île de La Réunion, département d'outre-mer français dans le sud-ouest de l'océan Indien.

## Histoire de la chaîne
Elle émet d'abord illégalement, dans l'ouest du territoire dès la fin des années 1990.
À la suite de l'autorisation du Conseil supérieur de l'audiovisuel, elle émet à partir du 15 juin 2004 sur les communes de La Possession, Le Port et de Saint-Paul.
À partir du 20 décembre 2010, elle est diffusée via la télévision numérique terrestre sur le troisième canal, derrière Antenne Réunion.
À partir du 2 juillet 2015, elle est diffusée en France métropolitaine via l'opérateur Free, dans l'offre basique Freebox TV sur le canal 474.
Le 9 mai 2019, le Conseil Supérieur de l'Audiovisuel lance comme le prévoit la réglementation un appel à candidatures pour l'émission d'un service de télévision sur le signal de Télé Kréol étant donné que chaque autorisation d'émission n'est pas définitive. La chaîne associative, dont la fin du de l'autorisation d'émission est prévue pour le 1er avril 2020 peut donc répondre à la candidature.
Mais voilà, début juillet 2019 la fin de Télé Kréol est annoncée, car la chaîne n'a pas assez d'argent pour financer sa place sur le multiplex ROM1 de la TNT Réunion.
Thierry Araye, directeur et fondateur de la chaîne explique que cette situation fait suite à une baisse des subventions, au coût des droits SACEM. Le directeur dénonce aussi le fait que le coût de diffusion sur le multiplex soit le même pour sa télévision associative que pour les chaînes locales concurrentes (une chaîne publique : Réunion La 1ère et une chaîne généraliste privée : Antenne Réunion).
Cependant, la chaîne bénéficie d'un sursis de quelques jours pour trouver les 200 000 euros nécessaires, à cette occasion une cagnotte en ligne a été lancée mais elle n'atteindra que 230 euros pour 13 participants.
Dès lors, le 15 juillet 2019, la chaîne cesse d'émettre sur le canal 3 de la TNT mais continue d'être diffusée sur les autres supports de réception télé.

## Programmes
Les programmes de la chaîne sont essentiellement des clips musicaux de la Réunion et de l'océan Indien.
Il y a également des émissions et reportages sur les artistes, et des émissions en direct ou les téléspectateurs peuvent réagir.
Lors de la présentation de la nouvelle grille des programmes, et grâce à sa convention CSA, qui autorise la chaine à diffuser 52 films ou épisodes de série par an, Télé Kréol a rajouté des télénovelas et sitcom qui sont très demandés à la Réunion. Les séries qui ont été diffusées sont : De tout mon cœur, Sanctuary, Chez Mangaye
Le Flash Info diffusé vers 18 h 40 du lundi au vendredi a connu plusieurs formes, d'abord avec une présentatrice (lundi : Cindy Sadon/mardi au vendredi Samira Kassamaly), il fut arrêté car il coûtait trop cher à produire, puis tout en image, un temps présenté par Samira Kassamaly, il est présenté par Wendy Dupuy. Sauf que Wendy Dupy a décroché la nouvelle émission aventure, 'G testé pour vous le JT revient sous une nouvelle forme, avec 3 actus régionales et porte le nom Kwé la fé. Aujourd'hui, le JT est présenté par Jismy Ramoudou dans l'émission  La Rénion lé la.
Télé Kréol diffuse des émissions religieuses pour les catholiques (L'Evangile pour tous) mais aussi pour Tamouls et Hindous (Vanakam Réunion, Padel).

## Émissions
Parmi les émissions régulières de la chaîne:
Télégazé : Images insolites et humoristiques animé par Emmanuel Collinet
Passion Tuning: Consacré à l'automobile et au tuning à la Réunion.
974 Foot+ : Consacré au football à la Réunion
Kréol Hit: Émission consacrée aux meilleurs clips musicaux de l'île, présentée par @Emmanuel Mégarus.
Soup'Sons : une émission musicale complètement déjantée avec un contenu original et souvent politiquement incorrect.
Ma PlayisT : Un artiste local montre ses chansons préférées
Respa dann Fénoir : Sorties d'album, concert, interview d'artistes présenté par Wendy Dupuy
Le journal du cinéma : Émission consacrée aux sorties cinéma de la Réunion présentée par Fabrice Hivanhoé
Top Sport : Émission qui parle de l'actualité du sport à la Réunion tous les lundis présentée par Yves Morel
Trucs et astuces : Émission qui donne des astuces sur un thème présenté par Sabiah
Case & confort: Comment bien décorer sa maison
Secrets de Fille : Émission d'astuce et conseil pour les filles
974 TV : Diffusion de la TV du Conseil départemental de La Réunion de 14 h à 15 h et de 23 h à 0 h en semaine et de 18 h 30 à 19 h 30 le week-end
Tv Caddy : Télé-achat, de Télé Kréol anciennement présenté par Florence et Benjy, maintenant avec Florence en voix-off
Destination O.I.  : les plus belles images des îles de l'océan Indien
Expert Juridiques : 2 avocats répondent à des questions juridiques animé par Fred Jollet
Info politique : les informations politiques dans le département avec des invités jeudi à 19 h 55, animé par Jismin Ramoudou et Yves Mont-Rouge du JIR.
Kozman : certains jeudis chaque mois à 19 h 55, des invités parlent d'un thème et les téléspectateurs peuvent appeler, animé en alternance par Jismin Ramoudou et par Johanne Velia.
Fon'd'ker : une émission originale et 100 % émotions où les réunionnais sont invités à faire une déclaration d'amour.
Lot Koté la mèr : le premier magazine sur les Réunionnais du monde.
iNN Ti GRiN EN + : Une émission culinaire où un chef réunionnais présente sa recette favorite.
G testé pour vous : Wendy Dupuy teste des parcours de randonnée, des gîtes, des hôtels et des activités. Le tout à La Réunion
Le Talk : Emission hebdomadaire le jeudi à 18h35 retraçant toutes les actualités

## Autre